# مقاطعة ديور-موشون-سوبرون
ديور-موشون-سوپرون (المجرية: Győr-Moson-Sopron megye)هو اسم مقاطعة إدارية في شمال غرب المجر, على الحدود مع سلوفاكيا والنمسا. أنها تُشارك حدودها مع المقاطعات المجرية كوماروم-إستركوم، فسبرم, وفاس. عاصمة ديور-موشون-سوپرون هي ديور. المقاطعة جزء من مشروع سنتروپ الأوروپي.

## تاريخ

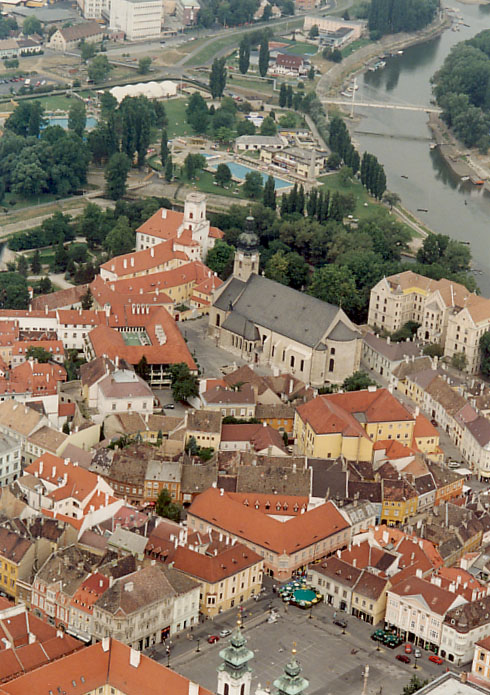
صورة جوية: ديور

مقاطعة ديور-موشون-سوبرون تأسست في عام 1950 بعد دمج المقاطعات ديور-موشون وسوپرون. مع أنها تأسست بسبب التغير في السلطة إلى الشيوعية في ذلك العام, أنها نتيجة مُطولة من التغيُر التي تمت على مقاطعات المجر الغربية. في عام 1921 مقاطعات موشون وسوپرون قُطعُ إلى جزئين, مع انضمام مناطقهم الغربية إلى شمال النمسا, منطقة برغنلاند. بين عامي 1921 و1945, أصبحوا ديور وموشون جزء من «المقاطعة الموحدة مؤقتا وإداريا، ديور-موشون-پوسنوي», التي تم إعمدة تسميتها إلى ديور-موشون فحسب في عام 1945. في عام 1947 لقد عُدلت حدود هذه المقاطعة حين خسرت ثلاث قُرى لتشيكوسلوفاكيا, بسبب معاهدة السلام المجرية تلك السنة. مع أن ديور هي العاصمة هناك تنافُس كبير جاري بينها وبين سوپرون, تاريخياً مدينة مهمة إدارياً على حدى. المقاطعة أيضاً تحتوي على هجيشلوم؛ أكثر نقطة عبور دولية في المجر. قبل عام 1990 كانت تُسمى رسمياً مقاطعة ديور-موشون.

## توأمة
لمقاطعة ديور-موشون-سوبرون اتفاقيات توأمة مع كل من:
- بفورتسهايم (2007 - )
- منطقة إنتس

## صور

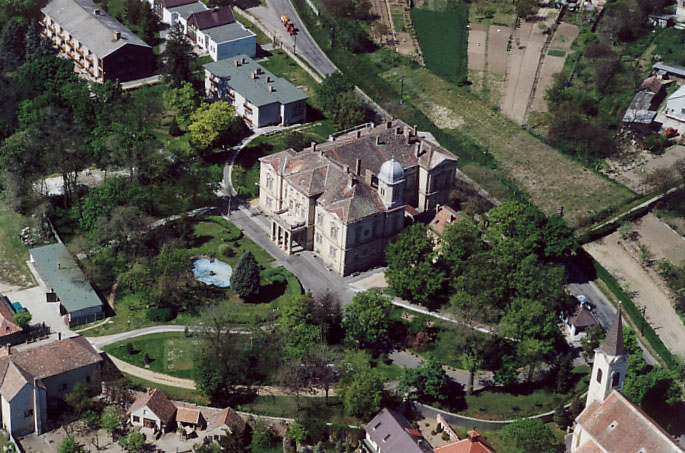
ناغيلوس
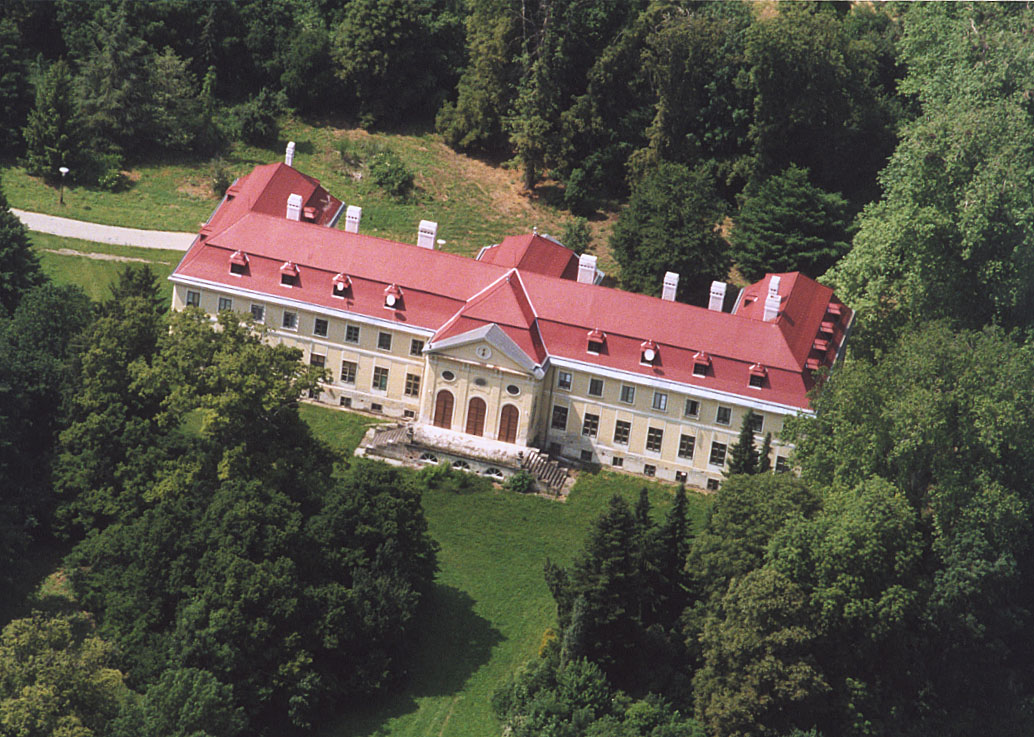
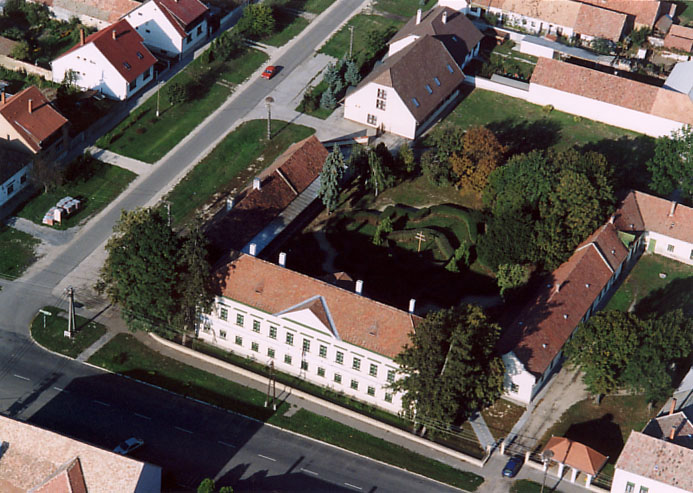
شاني
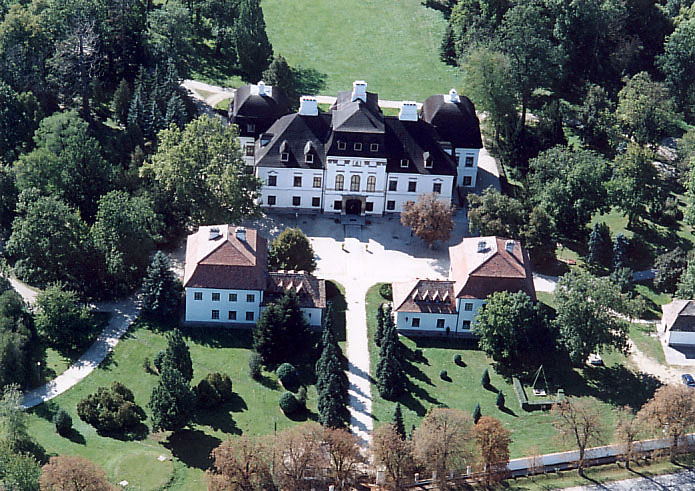
سيرا
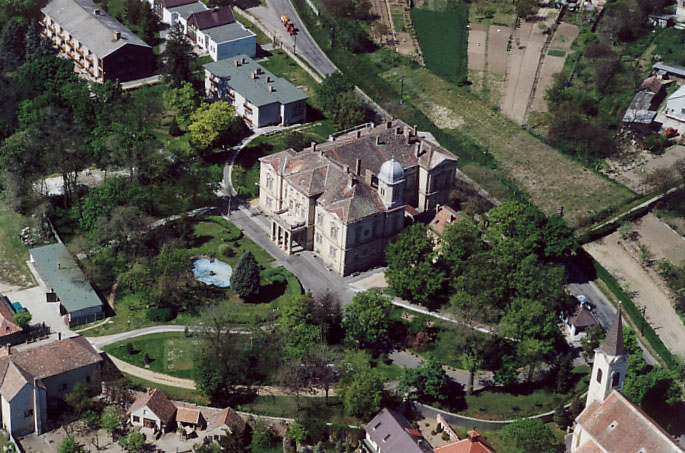
ناغيلوس
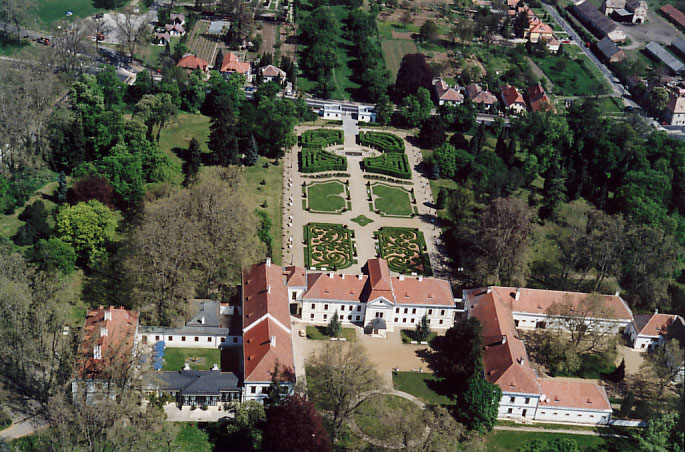
نغتسنك
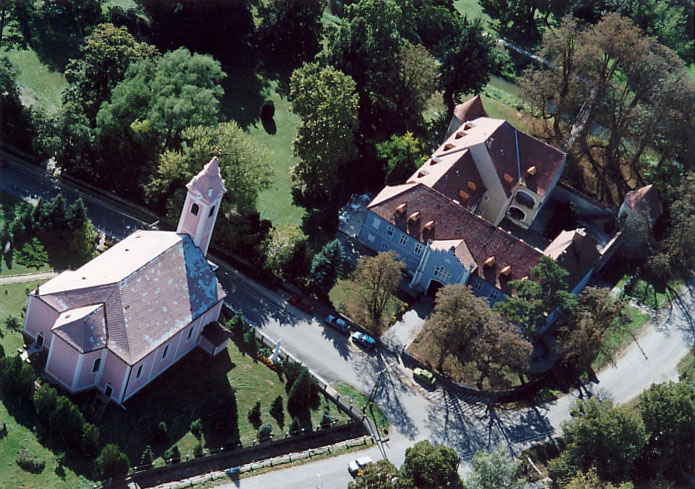
ميهالي
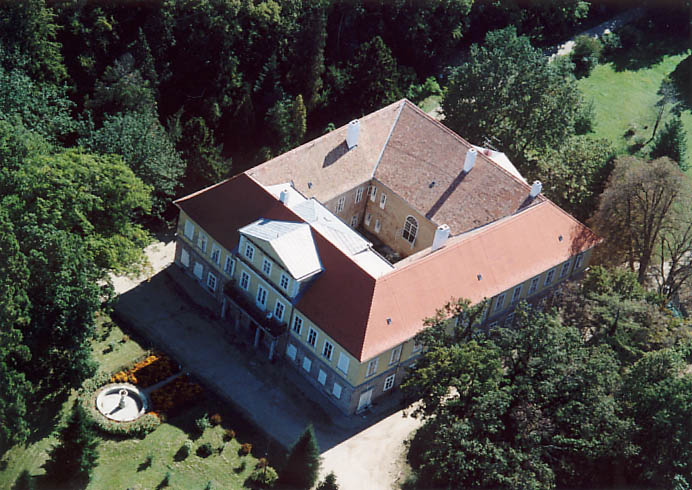
دنسفا
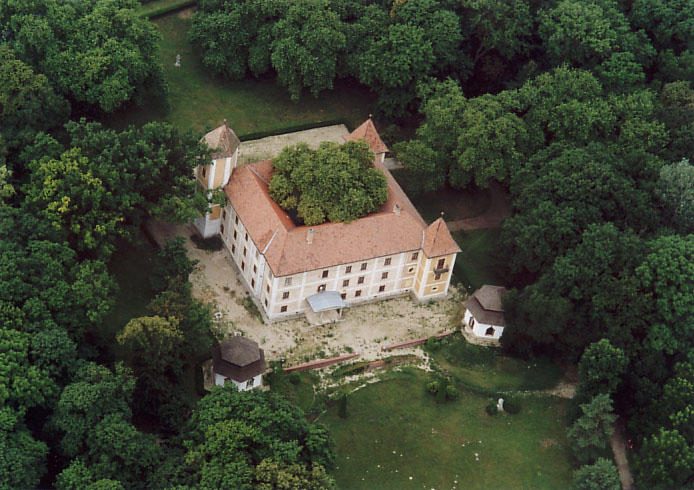
هدرفار
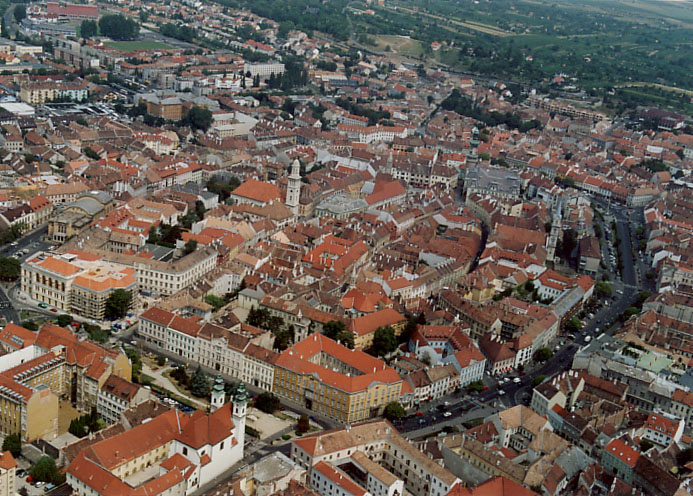
سوپرون

## أعلام
- أغوتا كريستوف